# Fàbrica de Sant Pere
La Fàbrica de Sant Pere (llatí: Reverenda Fabrica Sancti Petri) és una entitat creada per a la gestió de totes les obres necessàries per a la construcció i l'assoliment artístic de la basílica de Sant Pere del Vaticà. L'entitat encara s'adopta per a la gestió del complex.
D'acord amb la Constitució Apostòlica Pastor Bonus del Papa Joan Pau II la Fàbrica de Sant Pere s'ocupa de tot el necessari per a la restauració i decoració de l'edifici, així com la disciplina interna dels guàrdies i pelegrins, i opera d'acord amb el Capítol de la basílica del Vaticà .
Recentment, el Vaticà ha obert els arxius als estudiosos: entre els documents de valor esmentats hi ha milers de notes, projectes, contractes, rebuts, correspondència (per exemple, entre Miquel Àngel i la Cúria), que constitueix una documentació de tot sui generis en la pràctica de la vida quotidiana artistes involucrats.
En l'actualitat està presidida per cardenal italià Angelo Comastri, nomenat per Joan Pau II.

## Origen del nom
L'emplaçament de l'obra enorme de la basílica no va passar desapercebut a la cultura popular romana i més enllà. Per fer arribar els materials al lloc de construcció de les pedreres sense haver de pagar la duana, es gravava sobre cada article l'acrònim, en llatí, A.U.F. (és a dir, Ad Usum Fabrice - que té per objecte - "per ser utilitzat a la fàbrica", implicant Sant Pere). En la tradició popular romà va néixer immediatament la forma del verb "auffo" o "auffa", que encara s'utilitza a Roma i en molts altres llocs italians que formaven part dels Estats Pontificis, per indicar a algú que vulgui obtenir béns o serveis de franc. De la mateixa manera, fins i tot avui dia, quan parlem d'una obra en permanent progrés, s'acostuma a comparar-lo amb la Fàbrica de Sant Pere.

## Cronologia de presidents de la Fàbrica de Sant Pere
...
- Cardenal Mario Mattei (11 de març de 1843 - 7 d'octubre de 1870 mort)

...
- Cardenal Rafael Merry del Val
- Cardenal Eugenio Pacelli (25 de març de 1930 - 2 de març de 1939)
- Cardenal Federico Tedeschini

...
- Cardenal Paolo Marella (14 d'agost de 1961 - 8 de febrer de 1983 jubilat)
- Cardenal Aurelio Sabattani (8 de febrer de 1983 - 1 de juliol de 1991 jubilat)
- Cardenal Virgilio Noè (1 de juliol de 1991 - 24 d'abril de 2002 jubilat)
- Cardenal Francesco Marchisano (24 d'abril de 2002 - 28 d'agost de 2004 jubilat)
- Cardenal Angelo Comastri, dal 5 de febrer de 2005